# Megachile bahamensis
Megachile bahamensis är en biart som beskrevs av Mitchell 1927. Megachile bahamensis ingår i släktet tapetserarbin, och familjen buksamlarbin. Inga underarter finns listade i Catalogue of Life.